# CNOOC Limited
CNOOC Limited — китайская нефтегазовая компания, дочерняя структура China National Offshore Oil Corporation. Зарегистрирована в Гонконге, часть её акций (35,56 %) торгуется на фондовых биржах Гонконга и Шанхая. Штаб-квартира находится в башне Банка Китая в Гонконге. В списке крупнейших компаний мира Forbes Global 2000 за 2022 год заняла 133-е место (295-е по размеру выручки, 80-е по чистой прибыли, 325-е по активам и 238-е по рыночной капитализации).

## История
В феврале 1982 года в КНР была создана государственная компания для разработки месторождений нефти и природного газа в территориальных водах Китая с привлечением зарубежных компаний для технической поддержки. На середину 1990-х годов на неё приходилось 10 % добычи нефти в стране. В 1999 году для дальнейшего развития компании в Гонконге была создана дочерняя компания CNOOC Limited, акции которой были размещены на фондовых биржах Гонконга и Нью-Йорка; ей были переданы почти все активы, связанные с шельфовой нефтедобычей. В июне 2005 года CNOOC Limited предприняла попытку приобрести американскую нефтяную компанию Unocal Corporation с активами в Центральной Азии. Акционерам было предложено $18,5 млрд, однако в июле Unocal приняла предложение от ChevronTexaco в $17,1 млрд, сославшись на политическое давление.
В феврале 2013 года CNOOC приобрела канадскую нефтедобывающую компанию Nexen за $15,1 млрд.
В марте 2022 года Китайский комитет по контролю над ценными бумагами утвердил заявку CNOOC Limited на первую публичную эмиссию акций (IPO) на Шанхайской фондовой бирже. Акции начали котироваться в апреле 2022 года. В 2021 году акции CNOOC Limited были сняты с листинга на фондовых биржах Нью-Йорка и Торонто.

## Деятельность
Доказанные запасы нефти и газа на конец 2021 года составляли 5,73 млрд баррелей в нефтяном эквиваленте, из них 57,4 % в территориальных водах КНР. Около четверти запасов находятся в заливе Бохайвань (северо-западная часть Жёлтого моря, 1,54 млрд баррелей), далее по значимости следуют Канада (битуминозные пески, 884 млн баррелей), западная часть Южно-Китайского моря (847 млн баррелей), восточная часть Южно-Китайского моря (665 млн баррелей), Южная Америка (Бразилия, Аргентина, Гайана, 474 млн баррелей), Азия исключая КНР (Индонезия, Ирак и ОАЭ, 316 млн баррелей), Северная Америка, исключая Канаду (Мексиканский залив и сланцевый газ в США, 234 млн баррелей), Восточно-Китайское море (155 млн баррелей), Европа (Северное море, 66 млн баррелей), Африка (Нигерия и Уганда, 53 млн баррелей), Океания (Австралия и Папуа — Новая Гвинея, 40 млн баррелей).
Средний уровень добычи в 2021 году составлял 1,57 млн баррелей в нефтяном эквиваленте в сутки, из них 1,211 млн баррелей нефти и 50,2 млн м³ природного газа. Треть добычи приходится на залив Бохайвань (522 тыс. баррелей в сутки), ещё треть — на другие регионы Китая.
Продажа нефти осуществляется через дочерние компании CNOOC China Limited (на рынок КНР) и China Offshore Oil (Singapore) International Pte Ltd (на международные рынки).
По состоянию на апрель 2022 года CNOOC рассматривала вероятность ухода из Великобритании, Канады и США из-за опасений того, что западные страны могут ввести против неё санкции.

### Флот
CNOOC Limited имеет свой флот для обслуживания и эксплуатации шельфовых месторождений.
В состав флота входят крановые суда-трубоукладчики (HYSY201, HYSY 202, Lan Jiang, Blue Whale, Binhai 108, Binhai 109), многоцелевые суда, а также баржи.
|                     | 2007  | 2008  | 2009  | 2010  | 2011  | 2012  | 2013  | 2014  | 2015  | 2016  | 2017  | 2018  | 2019  | 2020  | 2021  |
| ------------------- | ----- | ----- | ----- | ----- | ----- | ----- | ----- | ----- | ----- | ----- | ----- | ----- | ----- | ----- | ----- |
| Оборот              | 90,72 | 126,0 | 105,2 | 180,0 | 240,9 | 247,6 | 285,9 | 274,6 | 171,4 | 146,5 | 186,4 | 227,0 | 233,2 | 155,4 | 246,1 |
| Чистая прибыль      | 31,26 | 44,38 | 29,49 | 54,41 | 70,26 | 63,69 | 56,46 | 60,20 | 20,25 | 0,637 | 24,68 | 52,69 | 61,05 | 24,96 | 70,32 |
| Активы              | 179,8 | 206,7 | 242,3 | 318,4 | 384,3 | 456,1 | 621,5 | 662,9 | 664,4 | 637,7 | 617,2 | 678,8 | 757,7 | 721,3 | 786,6 |
| Собственный капитал | 134,3 | 160,2 | 173,9 | 215,8 | 262,9 | 309,8 | 341,6 | 379,6 | 386,0 | 382,4 | 380,0 | 417,4 | 448,2 | 433,7 | 480,9 |

| Компания                               | PetroChina | Sinopec  | CNOOC  |
| -------------------------------------- | ---------- | -------- | ------ |
| Оборот, млрд юаней                     | 2354       | 2891     | 227    |
| Чистая прибыль, млрд юаней             | 72,416     | 61,618   | 52,688 |
| Активы, млрд юаней                     | 2432       | 1592     | 679    |
| Собственный капитал, млрд юаней        | 1411       | 856,54   | 417,37 |
| Рыночная капитализация, US$            | 198        | 96       | 76     |
| Сотрудников, тыс. чел.                 | 476,2      | 423,5    | 18,3   |
| Запасы, млрд баррелей                  | 20,39      | 2,80     | 4,96   |
| Добыча, млн баррелей в сутки           | 4,17       | 1,13     | 1,30   |
| Нефтепереработка, млн баррелей в сутки | 3,78       | 4,9      | -      |
| Автозаправок                           | 22 тысячи  | 30 тысяч | -      |

Примечание. Данные за 2018 год, рыночная капитализация на май 2019 года. Все три компании являются публично торгуемыми дочерними структурами государственных компаний КНР (Китайская национальная нефтегазовая корпорация, Китайская нефтехимическая корпорация и Китайская национальная шельфовая нефтяная корпорация соответственно); на эти дочерние структуры приходится почти вся деятельность.

## Дочерние компании
Основные дочерние компании на конец 2018 года:
- CNOOC China Limited (КНР)
  - CNOOC Deepwater Development Limited (КНР)
- China Offshore Oil (Singapore) International Pte Ltd (Сингапур)
- CNOOC International Limited (Британские Виргинские острова)
  - CNOOC Southeast Asia Limited (Бермудские острова)
  - CNOOC SES Ltd. (Малайзия)
  - CNOOC Muturi Limited (Остров Мэн)
  - CNOOC NWS Private Limited (Сингапур)
  - CNOOC Exploration & Production Nigeria Limited (Нигерия)
  - CNOOC Iraq Limited (Британские Виргинские острова)
  - CNOOC Canada Energy Ltd. (Канада)
  - CNOOC Uganda Ltd (Уганда)
  - CNOOC Petroleum North America ULC (Канада)
  - Nexen Petroleum U.K. Limited (Англия и Уэльс)
  - Nexen Petroleum Nigeria Limited (Нигерия)
  - CNOOC Energy U.S.A. LLC (США)
  - Nexen Petroleum Offshore U.S.A. Inc. (США)
  - CNOOC Oil Sands Canada (Канада)
  - CNOOC PETROLEUM BRASIL LTDA (Бразилия)
  - CNOOC Nexen Finance (2014) ULC (Канада)
  - CNOOC Finance (2015) U.S.A. LLC (США)
  - CNOOC Finance (2015) Australia Pty Ltd (Австралия)
- CNOOC Finance (2003) Limited (Британские Виргинские острова)
- CNOOC Finance (2011) Limited (Британские Виргинские острова)
- CNOOC Finance (2012) Limited (Британские Виргинские острова)
- CNOOC Finance (2013) Limited (Британские Виргинские острова)